# Lacul Caraceauș
Lacul Caraceauș (în rusă Карачаус, în ucraineană Карачаус) este un liman sărat format pe malul Mării Negre, în sudul Basarabiei. Suprafața lacului se află pe teritoriul Raionului Tatarbunar, la nord-vest de Lacul Alibei. 
Bazinul lacului este de formă alungită. Lacul se află pe malul nord-vestic al Limanului Alibei, fiind separat de acesta printr-o barieră îngustă de nisip în care sunt tăiate mai multe canale. Partea de nord se numea în perioada interbelică Altânghiol. În partea de nord a lacului, în dreptul localității Răileni, se varsă râul Sariari.
Lacul Caraceauș face parte din Parcul Natural Național "Limanele Tuzlei". 